# Asiophantes pacificus
Asiophantes pacificus är en spindelart som beskrevs av Kirill Yeskov 1993. Asiophantes pacificus ingår i släktet Asiophantes och familjen täckvävarspindlar. Inga underarter finns listade.